# Rilievo delle Vestali
Il rilievo delle Vestali è un rilievo di età romana che presenta una classica raffigurazione di offerte compiute da vestali.

## Storia
Il luogo di provenienza del rilievo è incerto. Si ritiene che sia stato rinvenuto in contrada Terravecchia a Raffadali, comune italiano della provincia di Agrigento. Altri storici hanno avanzato l’ipotesi che la scultura provenga da Caronia, l’antica Calacte.

## Descrizione
Il rilievo, ricavato da una lastra di marmo bianco, rappresenta un gruppo di vestali che compie sacrifici presso l’ara di un tempio, simboleggiato dalla colonna, in presenza di una figura maschile togata, che potrebbe essere un pontifex. Le pieghe delle vesti sono state realizzate mediante l’uso di un trapano scorrente, un indizio che l’ignoto scultore autore dell’opera visse nell’età dei Flavi. La scultura è un esempio di arte provinciale, ma, a causa della sua origine incerta, non è dato sapere se possa ascriversi o meno a una bottega locale.